# Dallos Ibolya
Dallos Ibolya (Budapest, 1942. március 26. – 2015. január 2.) bábszínésznő, játékmester, rendezőasszisztens.

## Pályafutása
A Bábstúdiót 1962-ben végezte el, 1961-től pedig az Állami Bábszínház foglalkoztatta. 1992-től ennek jogutódja, a Budapest Bábszínház művésze volt. Az 1980-as évektől rendezőasszisztensként részt vett a színház műsoron lévő előadásainak gondozásában is.

## Fontosabb szerepei
- Hófehérke (Károlyi A.: Hófehérke és a hét törpe)
- Tündér (Bartók Béla: Fából faragott királyfi)
- Mária Lujza (Kodály Zoltán: Háry János)
- Cukor anyó (Bálint Ágnes: Az elvarázsolt egérkisasszony)